# Геращенко, Людмила Владимировна
Людмила Владимировна Геращенко — советский хозяйственный, государственный и политический деятель. Организатор системы образования.

## Биография
Родилась в 1955 году в Мурманске. Там же закончила физико-математический факультет педагогического института по специальности учитель математики.
С 1976 года — на хозяйственной, общественной и политической работе. В 1976—2018 гг. — учитель, завуч школы № 27, заведующий Первомайским районным отделом народным образование города Мурманска, заместитель начальника управления образования Мурманской области, первый заместитель председателя комитета по образованию администрации города Мурманска, организатор эксперимента по созданию оптимальной методики управлением образования на муниципальном уровне.
Избиралась депутатом Верховного Совета РСФСР 10-го созыва (1978 год).
Почётный гражданин города-героя Мурманска. Награждена медалью «За заслуги перед Отечеством» II степени (2003). Отличник народного просвещения.